# Apostolisk konstitution
Apostolisk konstitution (latin constitutio apostolica) är den högsta nivån av dekret utfärdade av påven och är lag inom Romersk-katolska kyrkan.
Apostoliska konstitutioner är utfärdade som bullor och får alltid namn efter de första orden i originaltexten, vilka alltid är på latin. Nästa nivå är encykliska brev.

## Exempel på apostoliska konstitutioner
- Universi Dominici Gregis - Johannes Paulus II, 1996